# Xanthostemon whitei
Xanthostemon whitei är en myrtenväxtart som beskrevs av Gugerli. Xanthostemon whitei ingår i släktet Xanthostemon och familjen myrtenväxter. Inga underarter finns listade i Catalogue of Life.